# Cabo Pulmo Nemzeti Park
A Cabo Pulmo Nemzeti Park (spanyolul Parque Nacional Cabo Pulmo) Mexikó egyik nemzeti parkja, a Kaliforniai-félszigeten. Több mint 7000 hektáros területének 99%-a tengerfelület, a szárazföldi rész 1% körül van. A park teljes területe Déli-Alsó-Kalifornia állam Los Cabos községéhez tartozik.

## Elhelyezkedése
A nemzeti park a Kaliforniai-félsziget legkeletibb csücskében helyezkedik el. Észak–déli kiterjedése több mint 14 km, a tengeri rész legtávolabbi pontja a parttól mintegy 6,5 km-re található. Megközelíthető mind San José del Cabo, mind az állam fővárosa, La Paz irányából egy két órás autóúttal, amiből az utolsó körülbelül fél órát (10 km távolságot) földúton kell megtenni. Az 1-es főútról Las Cuevas faluban kell leágazni északkelet felé, ez az út egyenesen Cabo Pulmóba vezet. A település megközelíthető vízi úton is.

## Története
A területet 1995. június 6-án nyilvánították természetvédelmi területté, ekkor még Parque Marino Nacional, azaz tengeri nemzeti park kategóriában. 2000. június 7-én az ökológiai egyensúlyról és a természetvédelemről szóló általános törvény (Ley General del Equilibrio Ecológico y la Protección al Ambiente, LGEEPA) alapján besorolását Parque Nacionalra, azaz nemzeti parkra módosították. 2008. február 2-án a területet a ramsari egyezmény alapján besorolták a ramsari területek közé is. 2005-ben az UNESCO a világörökség részévé nyilvánította a Kaliforniai-öböl védett területeit és szigeteit, ebbe beletartozik a Cabo Pulmo Nemzeti Park is.

## Élővilág
A nemzeti park jelentősége abban áll, hogy itt található az egész Kaliforniai-öböl egyetlen korallzátonyos élőhelye, ami a Csendes-óceán keleti részének legészakabbi ilyen képződménye is egyben. Az öböl 14 hermatipikus korallfajából a következő 11-et megfigyelték itt: Pocillopora verrucosa, Pocillopora capitata, Pocillopora damicornis, Pocillopora meandrina, Pavona gigantea, Pavona clivosa, Porites panamensis, Psammocora stellata, Psammocora brighami, Fungia curvata és  Madracis pharensis, az öbölben élő 875 halfajból pedig 226 megtalálható a korallzátony térségében.
Előfordul itt öt védett, a kihalás szélén álló teknősfaj: az álcserepesteknős, a közönséges levesteknős, a közönséges cserepesteknős, a kérgesteknős és az olajzöld fattyúteknős is, de közülük csak az utóbbi kettő fészkel a partokon, a másik három legfeljebb menedékként vagy táplálékkeresés céljából keresi fel a park területét.
A madárfajok között említésre méltó a Larus livens nevű sirály (az öböl endemikus faja), a Larus heermanni, az antillai csér, a pompás csér, a királycsér, a barna gödény, a királygém, a nagy kócsag, a márványos goda, a kis póling és a Numenius americanus.
A tengeri emlősök közül megtalálható itt a kaliforniai oroszlánfókák egy kis közössége, amely azonban nem szaporodik, a palackorrú delfin, a trópusi delfin, a Steno bredanensis nevű delfin, télen pedig ide vonul a hosszúszárnyú bálna, a közönséges barázdásbálna és a trópusi bálna több egyede.
A nemzeti parkhoz tartozó kis területű szárazföld jellegzetes növényei a jatropha cinerea, a jatropha cuneata, a Fouquieria nem fajai és a Machaerocereus gummosus.

## Turizmus
A park központjában, a mintegy 50 lakosú Cabo Pulmo településen működik egy szálloda, néhány vendéglő, lehetőség van házak bérlésére, valamint búvárkodáshoz szükséges eszközök is beszerezhetők. Bankautomata és mobiltelefon-térerő nincs, az elérhető elektromos áramot napelemek termelik.
Az itt élő lakók, a hat év alatti gyermekek és a fogyatékosok kivételével minden látogatónak fizetnie kell a parkba való belépésért: ekkor egy karszalagot kap, melyet viselve meglátogathatja a területet. A belépődíjból származó bevétel minden egyes centavóját természetvédelmi célokra fordítják.